# O Cidadão de Papel
O Cidadão de Papel é um livro de Gilberto Dimenstein, publicado no Brasil em 1994 pela editora Ática e vencedor do Prêmio Jabuti de Literatura daquele ano, na categoria não ficção.
A obra aborda os direitos da criança e do adolescente e sua aplicação na sociedade brasileira.